# Esa diva
Esa diva – singel hiszpańskiej piosenkarki Melody, wydany odpowiednio w dwóch wersjach 20 grudnia 2024 i 13 marca 2025, nakładem wytwórni Rumbera Record i Altafonte. Kompozycja będzie reprezentować Hiszpanię w 69. Konkursie Piosenki Eurowizji (2025).

## Tło i kompozycja
Oryginalna wersja utworu została wyprodukowana przez Joy'a Deba, Petera Boströma i Thomasa G:sona, a za produkcję wersji eurowizyjnej odpowiadają Eighty4Rick, ParkhouseGeorge, Tizzard oraz Guillem Vila Borràs. Tekst utworu stworzyła sama wokalistka we współpracy z Albertem Fuentesm Loritem. W utworze Melody nawiązuje do swojej wcześniejszej twórczości oraz drogi artystycznej jaką przeszła aby znaleźć się w obecnym miejscu swojej kariery. Piosenkarka w utworze podkreśla że prawdziwa diwa to osoba pokorna, która nie musi przewyższyć innych, aby jej talent mógł się wyróżnić.

## Konkurs Piosenki Eurowizji
19 czerwca 2024 hiszpański nadawca RTVE potwierdził swój udział w konkursie oraz ogłosił, że swojego reprezentanta wybierze za pośrednictwem preselekcji Benidorm Fest. 12 listopada 2024 utwór zakwalifikował się do stawki eliminacji. 1 lutego 2025 zwyciężył finał preselekcji, uzyskując w sumie 150 punktów w głosowaniu jurorów i telewidzów, otrzymując tym samym prawo do reprezentowania Hiszpanii w Konkursie Piosenki Eurowizji 2025 w Bazylei.

## Notowania
| Kraj      | Lista (2025)                              | Najwyższa pozycja |
| --------- | ----------------------------------------- | ----------------- |
| Finlandia | Suomen virallinen lista – Singlet         | 47                |
| Hiszpania | PROMUSICAE                                | 22                |
| Litwa     | Singlų Top 100                            | 53                |
| Szwecja   | Veckolista Heatseeker (Sverigetopplistan) | 5                 |

## Certyfikaty i sprzedaż
| Kraj                   | Certyfikat  | Sprzedaż |
| ---------------------- | ----------- | -------- |
| Hiszpania (PROMUSICAE) | złota płyta | 30 000+  |